# 白百合学園中学校・高等学校
白百合学園中学校・高等学校（しらゆりがくえんちゅうがっこう・こうとうがっこう）は、東京都千代田区九段北に所在し、中高一貫教育を提供する私立女子中学校・高等学校。

## 概要
カトリック系のミッションスクールである。校名には「白百合（フルール・ド・リス）の花のように 清らかでつつましい中にも 一本芯の通った強い女性を育てる」という意味が込められているという。また、ジャンヌ・ダルクのようにという意味もある。

## 沿革
- 1878年 - フランスのシャルトル聖パウロ修道女会の3人の修道女が函館に来日。
- 1881年 - 修道女が神田猿楽町に学校を設立[3]。後に校名を女子仏学校にする。
- 1910年 - 仏英和高等女学校となる。
- 1913年 - 三崎大火により施設全焼[4]。
- 1923年 - 関東大震災により校舎が全焼。
- 1927年 - 九段の現在の敷地に新校舎完成、移転。
- 1935年 - 校名を白百合高等女学校と改める。
- 1945年 - 米軍による空襲により校舎が全焼。
- 1947年 - 学制改革により、白百合学園中学校を設置。
- 1948年 - 学制改革により、白百合学園高等学校を設置。
- 2019年 - 講堂の隣に新しくポーリニアンホールを建設

## 教育理念
キリスト教の精神に根ざした価値観を養い、神と人の前に誠実に歩み、愛の心をもって社会に奉仕できる女性を育成すること。
- 愛徳 - 互いに大切にし合うよろこび
- 勤勉 - 能力を磨き役立てるよろこび
- 従順 - 真の自由を生きるよろこび、善に反することを拒否する勇気

## 教育の特色
- キリスト教に基づいた豊かな人格の育成
- 国際人として活躍できる英語とフランス語の習得
- 希望する進路に応じた能力の養成

### 年間行事
- 4月 入学式 始業式 オリエンテーション 遠足
- 5月 健康診断 中間試験 中1生クラブ開始
- 6月 学園記念ミサ・合唱祭、学園記念日 高2生能楽鑑賞
- 7月 期末試験 大掃除 終業式 中1高原学校、中2高原学校、中3修学旅行 高2研修旅行
- 8月 姉妹校球技大会 カトリック球技大会
- 9月 始業式 第1支部球技大会 学園祭
- 10月 球技・スポーツ大会 中間試験
- 11月 修養会
- 12月 期末試験 中3生文楽鑑賞 クリスマスミサ・奉仕活動 大掃除 終業式 姉妹校英語の集い
- 1月 始業式
- 2月 中学入試
- 3月 期末試験 大掃除 高校卒業式 高3生謝恩会・卒業記念ミサ 修了式・中学卒業式

各ミサでは全校生徒で、モーツァルトの戴冠ミサ曲やハレルヤコーラスなどを合唱する。

### 時間割
- 07:30～08:15登校（クラブの朝練は7：40〜)

- 08:10 予鈴
- 08:15 朝礼（火曜日⇒英語朝礼、水曜日⇨外朝礼、金曜日⇒フランス語朝礼）

- 08:30～09:20 1時限目
- 09:30～10:20 2時限目
- 10:30～11:20 3時限目
- 11:30～12:20 4時限目
- 12:20～12:40 昼食（お弁当）
- 12:40~13:05　お昼休み
- 13:05 予鈴
- 13:10～14:00 5時限目
- 14:10～15:00 6時限目
- 15:10～16:00 7時限目（水・水は高校生のみ、中学生は授業があるときもある 金はLHR）

クラスごとに、終礼・清掃 放課後 部活、委員会など
- 17:00 一般下校
- 17:30 最終下校（水曜日のみ、16:40）

フランス語朝礼ではフランス語、英語朝礼では英語で主の祈りを唱え聖歌を歌う。
暁星・白百合・雙葉・カリタス・聖ドミニコなどの学校による「フランス語フェスティバル」が毎年開催されている。

## 制服
夏冬ともに、襟とネクタイの3本線を特徴とするセーラー服が基本スタイル。セーラーカラー背面の2ヶ所と胸当てには校章の刺繍が入っている。これは、設立当時から変わっていない伝統的なもので、中高共通である。
他に、登下校時のみ着用の防寒着として、ブレザー型のハーフコート・オーバー等がある。校内ではタブリエ（フランス語でエプロンの意）を着用。2023年現在、通常時の着用は自由になった。他にも、校内着として調理実習の際に着用を義務付けられる学習服がある。2023年度より制服・体操服等を取り扱う業者がフランシスコと松屋銀座の二社になった。

## 著名な出身者
- 安倍洋子 - 書家、岸信介の子
- 勅使河原霞 - 華道家（いけばな草月流）
- バーバラ寺岡 - 料理研究家
- パンツェッタ貴久子 - 料理研究家
- 藤野真紀子 - 料理研究家、元代議士（衆議院議員）
- 早稲田夕季 - 代議士（衆議院議員）
- 大沼瑞穂 - 元参議院議員
- 須賀千鶴 - 官僚（経済産業省）
- 近藤弥生 - 東京都足立区長
- 西村正美 - 参議院議員
- 大塚久美子 - 実業家、元大塚家具代表取締役社長
- 髙橋明希 - 実業家、武蔵境自動車教習所代表取締役
- 愛田朱美 - 実業家、ホストクラブ経営者
- 佐藤悦子 - クリエイティブ・ディレクター
- 土肥美智子 - スポーツ医学者
- 小林哥津 - 小説家
- 津島佑子 - 小説家
- 森茉莉 - 作家
- 永井紗耶子 - 作家
- 片川優子 - 作家
- 小堀杏奴 - 作家・随筆家
- 東山千栄子 - 女優
- 仲みどり - 女優
- 瞳麗子 - 女優
- 大空眞弓 - 女優
- 鶴田さやか - 女優
- 木村多江 - 女優
- 松本紀保 - 女優
- 松たか子 - 女優
- 広田礼美 - 女優
- 池田千草 - 声優
- 河合紗希子 - 声優
- 早見沙織 - 声優・歌手
- 宇野実彩子 - 歌手（AAA）
- 髙田万由子 - タレント
- 春野恵子 - 浪曲師
- 永久輝せあ - 宝塚歌劇団花組トップスター
- 妃里梨江 - 元宝塚歌劇団星組娘役
- 石井てる美 - お笑い芸人
- 出光ケイ - テレビキャスター、スポーツジャーナリスト
- 荒木美和 - 元NHKアナウンサー
- 上條倫子 - NHKアナウンサー
- 秋元玲奈 - テレビ東京アナウンサー
- 河本香織 - 元日本テレビアナウンサー
- 佐藤真知子 - 日本テレビアナウンサー
- 高野直子 - 元朝日放送アナウンサー
- 野村彩也子 - TBSアナウンサー
- 福島優子 - ニュースキャスター（NHKワールド）
- 高樹千佳子 - 元フリーアナウンサー、元タレント
- 谷中麻里衣 - フリーアナウンサー、テレビキャスター、2011年ミス日本
- 円戸由香 - フリーアナウンサー、タレント
- 山口慧 - フリーアナウンサー、タレント

## 系列校・姉妹校
- 白百合学園小学校（白百合学園）
- 白百合学園幼稚園（白百合学園）
- 函館白百合学園
- 盛岡白百合学園
- 仙台白百合学園
- 八代白百合学園
- 白百合女子大学（かつては白百合短期大学だった）
- 仙台白百合女子大学（かつては仙台白百合短期大学もあった。）
- 学校法人湘南白百合学園
  - 湘南白百合学園中学・高等学校
- 学校法人函嶺白百合学園
  - 函嶺白百合学園中学校・高等学校

- 聖ヨゼフ学園中学校・高等学校（関係校として姉妹校行事に参加している。）